# تسوباسا أوكي
تسوباسا أوكي (باليابانية: 青木 翼) (17 نوفمبر 1993 في شيزوكا في اليابان – )؛ هو لاعب كرة قدم ياباني سابق كان يلعب كلاعب وسط.

## وصلات خارجية
- تسوباسا أوكي على موقع رابطة كرة القدم اليابانية للمحترفين (اليابانية)
- تسوباسا أوكي على موقع قاعدة بيانات كرة القدم.إي يو (الإنجليزية)
- تسوباسا أوكي على موقع Soccerway.com (الإنجليزية)
- تسوباسا أوكي على موقع عالم كرة القدم.نت (الإنجليزية)